# Hugues de Jouy
Hugues de Jouy est un dignitaire de l'ordre du Temple qui fut maréchal de l'ordre pendant la maîtrise de Renaud de Vichiers, avant d'être exilé selon la volonté du roi Saint Louis.

## Biographie
Hugues de Jouy est probablement originaire de Jouy-le-Moutier en Île-de-France (tous deux s'écrivent Joiaco en latin) ou peut-être de Jouy-en-Josas (proximité avec Meudon et l'abbaye de Porrois) ou encore Jouy-sur-Morin.
En 1233, il fait don d'un quartier de vigne au val de Meudon à l'abbaye de Porrois,.
La date de son départ en terre sainte et de son entrée dans l'ordre du Temple sont inconnus. Il est ensuite nommé maréchal de l'ordre vers 1251 par le maître Renaud de Vichiers. Ce dernier l'envoie en 1252 traiter avec le sultan de Damas Al-Nasir Yusuf concernant l'administration conjointe d'une région qui était alors considérée comme un territoire templier, sous réserve de l'accord du roi de France. Mais Saint Louis, qui n'avait pas été consulté pour ces négociations, refuse et rejette l'envoyé du sultan venu ratifier cet accord. Fou de colère, il demande des excuses aux Templiers et exige le bannissement du maréchal Hugues de Jouy qui avait mené ces négociations, ce que Renaud de Vichiers accepte,.
Par la suite, entre 1254 et 1258, Hugues de Jouy est nommé maître de la province d'Aragon et Catalogne.

## Source
- René Grousset, L'épopée des Croisades, 1939.
- (en) Jochen Burgtorf, The Central Convent of Hospitallers and Templars : History, Organization, and Personnel (1099/1120-1310), Leiden/Boston, Brill, 2008, 761 p. (ISBN 978-90-04-16660-8, présentation en ligne, lire en ligne)
- Emmanuel Guillaume Rey, « L'ordre du Temple en Syrie et à Chypre, les Templiers en Terre Sainte », Revue de Champagne et de Brie,‎ 1888, p. 241 à 256 et 367 à 379 (lire en ligne, consulté le 11 février 2022)